# Zurab Khizanishvili
Zurab Khizanishvili (géorgien : ზურაბ ხიზანიშვილი) est un footballeur géorgien, né le 6 octobre 1981, à Tbilissi, capitale de la Géorgie. Il joue au poste de défenseur (stoppeur).

## Carrière en club
Zurab Khizanishvili a commencé sa carrière au Dinamo Tbilissi, le plus grand club de football géorgien. Il n'y resta qu'un an car, à cause de son jeune âge et d'un effectif plutôt étoffé, il n'avait que très peu de temps de jeu. Il rejoignit alors un autre club de la capitale géorgienne moins huppé, le FC Tbilissi (qui depuis 2006 s'appelle le FC Olimpi Rustavi pour se différencier du Dinamo Tbilissi dont le vrai nom est FC Dinamo Tbilissi).
Il décida ensuite de s'engager pour le troisième grand club de Tbilissi, le Lokomotiv Tbilissi. C'est avec ce club et lors de la saison 2000-2001 que les performances de Khizanishvili commencèrent à le faire connaître dans le giron des grands clubs européens.
Il rejoignit alors le championnat écossais en s'engageant pour le club du Dundee FC. Il arriva en Écosse en mars 2001, après des essais infructueux à Arsenal, Fulham et West Ham. Il y joua son premier match contre le Celtic le 4 avril 2001 (défaite 2-1).
Ses performances dans le championnat écossais attirèrent l'attention de l'un des deux cadors écossais, les Rangers pour qui il s'engagea en 2003 avec un transfert bénéficiant de l'arrêt Bosman. Il comblait le départ du défenseur italien Lorenzo Amoruso du club de Glasgow.
Après des débuts encourageants (premier match le 9 août 2003, victoire 4-0 contre Kilmarnock), il perdit progressivement une place de titulaire et fut autorisé en début de saison 2005-2006 à tenter sa chance dans le championnat anglais à travers un prêt avec option d'achat aux Blackburn Rovers. Il joua alors son premier match avec Blackburn contre Bolton le 11 septembre 2005 pour un match nul 0-0.
Après une bonne saison, les Blackburn Rovers décidèrent de lever l'option d'achat (avoisinant les 500 000 livres sterling) et Zurab Khizanishvili devint donc officiellement un joueur des Rovers le 10 avril 2006.

## Carrière internationale
Zurab Khizanishvili est un des piliers de la sélection géorgienne.

## Palmarès
Champion d'Écosse en 2005, avec les Rangers.